# Spandauer SV
Spandauer Sportverein 1894 e.V. foi uma agremiação esportiva alemã, fundada a 24 de maio de 1894, sediada em Berlim.

## História

Spandauer SV

O clube foi criado sob a denominação 1. Spandauer Fußballklub Triton. Em 15 de outubro de 1895 foi fundado um outro clube, o Sportclub Germania Spandau. Ambos finalmente se uniram, em 1920, para formar o Spandauer Sport-Vereinigung 94/95 e.V., predecessor do clube atual.
A equipe novamente formada atua na Verbandsliga Berlin-Brandenburg, em 1921, na qual alcançou um terceiro e quarto lugar. Em 1928, terminou vice-campeão ao perder para o Hertha Berlin. 
Em 1933, o clube foi um dos fundadores da Gauliga Berlin-Brandenburg, uma das dezesseis máximas ligas criadas sob a égide do regime nazista que chegara ao poder. O Spandauer foi rebaixado em 1936. O clube, contudo, refez uma breve aparição em 1939. Em 1944, o Spandauer SV 94/95 e SC Minerva Berlin se uniram em uma associação esportiva de guerra, o Kriegspielgremeinschaft (KSG), e atuou sob a intitulação de KSG Minerva/SSG Berlin. Mas a temporada 1944-1945 foi encurtada em razão da evolução da Segunda Guerra Mundial e da iminência do fim do conflito.
Em 1945, o clube foi dissolvido pelas tropas aliadas de ocupação, como todas as associações alemãs, incluindo as esportivas segundo a diretiva n° 23.
Após o conflito, o Spandauer SV, sob o nome de SG Spandau-Altstadt, foi um dos fundadores da Oberliga Berlin. O clube jogou quinze das dezesseis temporadas de existência dessa liga, pois seria rebaixado em 1949, mas retornaria no ano seguinte.
Em 1956, ao ser campeão da Copa de Berlim, disputa a Copa da Alemanha e chega às quartas de final, na qual é eliminado por 4 a 1 pelo Bayern de Munique.
Por ocasião da criação da Bundesliga, em 1963, o Spandauer SV integra a Regionalliga Berlin. Durante o término da temporada 1964-1965, o Hertha Berlin declarou falência e teve que deixar a Bundesliga. A Federação de Futebol Alemã quis absolutamente conservar uma presença berlinense na sua mais alta divisão, mais por razões políticas do que esportivas. O Spandauer SV 1894, segundo na Regionalliga Berlin, atrás do Tennis Borussia Berlin, foi convidado a integrar a elite do futebol alemão, mas recusou a honraria por questões de ordem financeira.
O time acabou rebaixado à Amateurliga em 1974. Como a Federação Alemã criou naquele momento a 2. Bundesliga, o clube atuou na Oberliga Berlin, reconstituída como nível 3. O clube foi campeão dessa divisão, em 1975, e voltou ao segundo nível nacional. A passagem por essa divisão foi tão catastrófica quando a do Tasmania na Bundesliga. O SSV 94 só obteve seu primeiro ponto na décima-quinta rodada e sua primeira vitória só ocorreu após vinte e três jogos. O time concluiu sua temporada com apenas duas vitórias e quatro empates em trinta e quatro encontros, além de um saldo de gols terrível. Fez 33 e sofreu 115.
Durante as 23 temporadas que se seguiram, o time evoluiu ao nível terceiro da pirâmide alemã. Em 1999, em virtude dos problemas financeiros, o clube perdeu a sua licença e foi obrigado a recrudescer ao nível 5, chamado Verbandsliga Berlin. Em 2007, ascendeu à quarta divisão.

## Títulos
- Campeão da Berlin Amateurliga: 1975;
- Campeão da Copa de Berlin: 1954, 1955, 1956, 1974, 1977;